# Abel Gabuza
Abel Gabuza (Alexandra, 23 marzo 1955 – Hillcrest, 17 gennaio 2021) è stato un arcivescovo cattolico sudafricano.

## Biografia
Abel Gabuza nacque ad Alexandra, municipalità metropolitana ed arcidiocesi di Johannesburg, il 23 marzo 1955. Proveniente da una famiglia composta dai genitori e da sei figli, fu battezzato quaranta giorni dopo la nascita.

### Formazione e ministero sacerdotale
Ricevette l'educazione primaria nel comune nativo, in una scuola gestita dalle suore della Santa Croce. La zona in cui viveva era in forte degrado sociale. Egli stesso affermò di aver visto per la prima volta un cadavere per strada all'età di sette anni; dopo la prematura morte del padre, la madre lo affidò alle cure del seminario minore "San Paolo" di Hammanskraal. Dopo essersi diplomato, per un periodo svolse il mestiere di operaio, esperienza che lo aiutò a comprendere le difficoltà e l'importanza del lavoro.
In seguito, sentendo maturare la vocazione al sacerdozio, si iscrisse al seminario maggiore "San Pietro", sempre ad Hammanskraal, dove compì gli studi di filosofia, per poi trasferirsi presso il seminario maggiore nazionale "San Giovanni Vianney", dove terminò gli studi di teologia.
Il 15 dicembre 1984 fu ordinato presbitero per l'arcidiocesi di Pretoria nella cattedrale arcidiocesana. Poco dopo l'ordinazione, nel 1985 ricevette il primo incarico pastorale, come assistente nelle parrocchie di Sant'Oliver a Tweefontein e di San Carlo Lwanga a Soshanguve. Due anni più tardi, nel 1987, fu inviato negli Stati Uniti d'America per proseguire gli studi teologici presso la Jesuit School of Theology dell'Università della California a Berkeley. Dopo aver conseguito il master, sua madre lo pregò di ritornare a casa, dove si era appena registrato un terremoto.
Di nuovo in Sudafrica, dal 1989 al 1990 fu professore presso il seminario "San Paolo", di cui egli stesso era stato studente, divenendo in seguito rettore dello stesso dal 1991 al 1994. Durante il suo rettorato, il seminario propedeutico fu intitolato a San Francesco Saverio, spostandosi a Città del Capo. Nel 1995 fu assegnato nuovamente alla parrocchia di San Carlo Lwanga, stavolta come parroco. Nel 1996 venne trasferito all'ufficio di parroco della parrocchia di Maria Regina a Lyttleton.
Dal 1999 al 2001 svolse l'incarico di vicario generale dell'arcidiocesi di Pretoria, divenendo in seguito parroco della parrocchia di San Tommaso Moro a Monavoni, svolgendo questo incarico per otto anni.
Il 15 dicembre 2009 venne nominato amministratore apostolico di Pretoria, dopo le dimissioni per motivi di salute del sessantaduenne monsignor Paul Mandla Khumalo, C.M.M., nominato poco più di un anno prima. Svolse questo incarico fino alla promozione all'episcopato.

### Ministero episcopale

#### Vescovo di Kimberley
Il 23 dicembre 2010 papa Benedetto XVI lo nominò vescovo di Kimberley. Succedette all'oblato tedesco Erwin Hecht, dimissionario all'età di settantasei anni, di cui ben trentacinque passati alla guida della diocesi. Ricevette l'ordinazione episcopale il 19 marzo successivo davanti al Collège Saint Patrick dall'arcivescovo metropolita di Bloemfontein Jabulani Adatus Nxumalo, co-consacranti l'arcivescovo metropolita di Johannesburg Buti Joseph Tlhagale e il vescovo emerito di Kimberley Erwin Hecht. In seguito, prese possesso della diocesi nella cattedrale di Santa Maria.
Il 24 aprile 2014, assieme ad altri membri dell'episcopato sudafricano, si recò in Vaticano per la visita ad limina apostolorum, per parlare con il Pontefice della situazione e dei problemi relativi alla sua diocesi.
Nell'aprile 2016 venne aperta una commissione d'inchiesta per verificare l'acquisto irregolare di armamenti dal governo sudafricano dopo gli accordi del 1999, ma alla pubblicazione del rapporto non risultò alcuna malversazione o corruzione. Nonostante ciò, monsignor Gabuza, allora presidente della commissione giustizia e pace della Conferenza dei vescovi cattolici dell'Africa Meridionale, affermò: "È importante ricordare che all'epoca nella quale il governo spendeva miliardi di Rand nell'acquisto di armi, alla nostra popolazione veniva detto da quello stesso governo che non si poteva erogare denaro per acquistare farmaci antiretrovirali. Quindi continuiamo ad insistere che il contratto per gli armamenti fu un errore etico madornale". Ricordò, inoltre, che "la più grande minaccia alla nostra sicurezza nazionale sono le disuguaglianze economiche e la disoccupazione giovanile che da sole alimentano violente proteste sociali".

#### Arcivescovo coadiutore di Durban
Il 9 dicembre 2018 papa Francesco lo nominò arcivescovo coadiutore di Durban. In merito alla nomina, egli ha dichiarò: "Era il 26 novembre alle 18:30 circa quando ho ricevuto la chiamata del nunzio apostolico, l'arcivescovo Peter Wells [...] Questo messaggio è stato uno shock per me. Questo è stato del tutto inaspettato. Ero sbalordito. Ho avuto emozioni contrastanti. Mi bloccai per un momento e fui sopraffatto dalla paura. Sicuramente, sto facendo un brutto sogno, mi dissi. Perché io? Sono triste perché mi ero appena ambientato a Kimberley e ora mi aspetto di sradicarmi e ricominciare tutto da capo". Fece il proprio ingresso nell'arcidiocesi il 10 febbraio successivo con una celebrazione solenne.
Nel 2019, mentre in Vaticano si teneva il vertice sulla crisi degli abusi sessuali del clero (21-24 febbraio), monsignor Gabuza commentò che "l'abuso di minori non può essere facilmente liquidato come una cosa occidentale. Fare così significa ingannarsi". Proseguì dicendo: "In effetti, questa faccenda pesa molto sui nostri cuori perché i bambini devono essere protetti, curati e amati da noi. Quando si sente la storia dell'abuso, si riempie di vergogna. È una questione grave, uno scandalo il fatto che chiunque sia un prete o un religioso possa commettere un atto così orrendo".
Nel giugno dello stesso anno, ha partecipato alla nona Conferenza sull'AIDS del Sudafrica, svoltasi nell'Inkosi Albert Luthuli International Convention Centre, facendo un discorso in cui ha affermato che la Chiesa è impegnata in consapevolezza, prevenzione e sostegno dal 2000. Manifestò la sua preoccupazione per il gran numero di giovani affetti da HIV e AIDS in Sudafrica, e dichiarò che è tempo di smettere di predicare, decidendo di agire per aiutare questa generazione.
Morì all'ospedale di Hillcrest il 17 gennaio 2021 all'età di 65 anni per COVID-19. La salma fu benedetta il 22 gennaio nella cattedrale dell'Emmanuele a Durban e poi sepolta nello stesso edificio. Al termine del rito il cardinale Wilfrid Fox Napier celebrò una messa in suffragio.

## Genealogia episcopale
La genealogia episcopale è:
- Cardinale Scipione Rebiba
- Cardinale Giulio Antonio Santori
- Cardinale Girolamo Bernerio, O.P.
- Arcivescovo Galeazzo Sanvitale
- Cardinale Ludovico Ludovisi
- Cardinale Luigi Caetani
- Cardinale Ulderico Carpegna
- Cardinale Paluzzo Paluzzi Altieri degli Albertoni
- Papa Benedetto XIII
- Papa Benedetto XIV
- Papa Clemente XIII
- Cardinale Marcantonio Colonna
- Cardinale Giacinto Sigismondo Gerdil, B.
- Cardinale Giulio Maria della Somaglia
- Cardinale Carlo Odescalchi, S.I.
- Cardinale Costantino Patrizi Naro
- Cardinale Serafino Vannutelli
- Cardinale Domenico Serafini, Cong.Subl. O.S.B.
- Cardinale Pietro Fumasoni Biondi
- Arcivescovo Martin Lucas, S.V.D.
- Arcivescovo Denis Eugene Hurley, O.M.I.
- Cardinale Wilfrid Fox Napier, O.F.M.
- Arcivescovo Jabulani Adatus Nxumalo, O.M.I.
- Arcivescovo Abel Gabuza